# Lipiany
Lipiany (germană Lippehne) este un oraș în Polonia. În 2015 avea 4043 de locuitori.